# Hapag-Lloyd Express
Hapag-Lloyd Express GmbH (HLX) je bila njemačka niskotarifna zrakoplovna kompanija.
HLX je "kćer" turističkog koncerna TUI AG. Kompanija je osnovana 2002. Sjedište joj je bilo u Langenhagenu kod Hannovera.

## Odredišta
HLX leti do njemačkih i dvadeset europskih odredišta.
Letovi iz Hrvatske:
- Rijeka - Hannover
- Rijeka - Köln/Bonn
- Rijeka - München
- Rijeka - Stuttgart
- Rijeka - Leipzig
- Dubrovnik - Hannover
- Dubrovnik - Stuttgart
- Dubrovnik - München

## Flota
Flota Hapag-Lloyd Expresa sastoji se od sljedećih zrakoplova (u travnju 2006.g):
- 5 Boeing 737-500
- 8 Boeing 737-700
- 3 Boeing 737-800
- 2 Fokker F100

Većini zrakoplova u floti vlasnik je Germania.

## Vanjske poveznice
- Web stranica Hapag-Lloyd Express-a